# تپه طلا سکه
تپه طلا سکه در شهرستان سلسله، بخش مرکزی، روستای هنام، دره اسپره واقع شده و این اثر در تاریخ ۷ آذر ۱۳۸۳ با شمارهٔ ثبت ۱۱۲۳۳ به‌عنوان یکی از آثار ملی ایران به ثبت رسیده است.